# Fétonada
Fétonada est une localité située dans le département de Djibo de la province du Soum dans la région Sahel au Burkina Faso.

## Histoire
En 2006, le village de Séno-Tépadjé est autonomisé administrativement de Fétonada.

## Démographie
| 2003  | 2006 | 2012 |
| ----- | ---- | ---- |
| 1 886 | 760  | -    |

## Économie
Fétonada possède une banque de céréales.

## Santé et éducation
Le centre de soins le plus proche de Fétonada est le centre médical avec antenne chirurgicale (CMA) de Djibo.